# El día que Maradona conoció a Gardel
El día que Maradona conoció a Gardel é um filme argentino de 1996 dirigido por Rodolfo Pagliere e estrelado por Diego Maradona, Alejandro Dolina, Esther Goris, Angel Rico e Juan Carlos Puppo.

## Sinopse
Nos anos 1990, um estranho relojoeiro (o bom anjo de Gardel) e um editor de televisão buscarão libertar a alma de Carlos Gardel e com ele destruir o feitiço de uma misteriosa mulher que mantem um pacto de imortalidade com o cantor; pacto este, assinado um dia ante de sua morte e que o aprisiona em um mundo onde ele é jovem para sempre, mas do qual ele não pode escapar. Os três encontram Diego Maradona e o jogador passa a ajudar o trio nesta perigosa missão.

## Elenco
- Isidoro Chiodi
- Alejandro Dolina
- Esther Goris
- Diego Maradona ...    Diego Maradona
- Juan Carlos Puppo
- Jean Pierre Reguerraz
- Angel Rico ... Carlos Gardel
- Marcos Woinsky